# Tatyana Lebedeva
Pour les articles homonymes, voir Lebedeva.
Tatiana Romanovna Lebedeva (russe : Татьяна Романовна Лебедева) (née le 21 juillet 1976 à Sterlitamak) est une athlète russe spécialiste du saut en longueur et du triple saut. Elle a été championne olympique en 2004, championne du monde à trois reprises (2001, 2003 et 2007), et championne d'Europe en 2006. Elle a également remporté la Golden League 2005, signant à l'occasion six victoires en six meetings. Elle est l'ancienne détentrice du record du monde en salle du triple saut avec 15,36 m, performance établie en 2004 à Budapest. Elle a été toutefois déchue des deux médailles olympiques d'argent aux Jeux olympiques de Pékin de 2008.

## Carrière

### Débuts
Tatiana Lebedeva fait ses débuts sur la scène internationale à l'âge de dix-huit ans à l'occasion des Championnats du monde juniors de Lisbonne, remportant la médaille de bronze du triple saut avec 13,62 m. Un an plus tard, toujours en junior, elle prend la deuxième place des Championnats d'Europe de Nyiregyhaza, à deux centimètres de la Bulgare Teresa Marinova. Pour l'une de ses premières compétitions internationales disputée en catégorie sénior, les Championnats d'Europe 1998 en plein air de Budapest, elle se classe cinquième de la finale. Sélectionnée en fin de saison dans l'équipe de Russie lors de la coupe du monde des nations, elle parvient à prendre la deuxième place du concours du triple saut. Durant cette année 1998, elle franchit à plusieurs reprises la limite des quatorze mètres, signant notamment 14,45 m le 9 juin à Bratislava. L'année suivante, la Russe participe à Séville à ses premiers championnats du monde, terminant au pied du podium. Troisième de la finale du Grand Prix de Munich, elle apparait parmi les dix meilleures « performeuses » mondiales de l'année grâce à son triple bond de 14,89 m réalisée en juin 1999 à Moscou.

### Premier titre mondial
Elle remporte son premier titre international majeur en début de saison 2000 en s'imposant lors des Championnats du monde en salle de Gand avec la marque de 14,68 m. En juin, elle s'impose lors de la Coupe d'Europe des nations de Gateshead, permettant à l'équipe de Russie de remporter l'épreuve. Elle établit, quelques jours avant les Jeux olympiques, la meilleure performance de l'année avec 15,32 m, à l'occasion du meeting de Yokohama. Figurant parmi les favorites du concours du triple saut à Sydney, Tatiana Lebedeva monte sur la deuxième marche du podium (15,00 m) derrière Teresa Marinova (15,20 m). En 2001, la Russe est une nouvelle fois devancée par la Bulgare lors des mondiaux indoor de Lisbonne, l'écart entre les deux athlètes n'étant plus que de six centimètres. Vainqueur pour la seconde année consécutive de la Coupe d'Europe des nations, elle se distingue durant l'été en enlevant son premier titre planétaire, à l'occasion des Championnats du monde d'Edmonton. Elle établit en finale la meilleure performance de l'année avec 15,25 m, devançant sur le podium la Camerounaise Françoise Mbango et Tereza Marinova. En fin de saison 2001, elle se classe deuxième de la Finale du Grand Prix de Melbourne. Elle décide alors de mettre sa carrière sportive entre parenthèses pour donner naissance à son premier enfant en septembre 2002.

### Un nouveau défi, le saut en longueur
Elle fait son retour sur les pistes d'athlétisme en début de saison 2003, cinq mois seulement après son accouchement. Elle décide avec son entraineur, le Russe Vyacheslav Dogonkin, d'ajouter à son programme de compétitions le saut en longueur en plus du triple saut, Lebedeva ayant abandonné la pratique de cette discipline dès son entrée sur le circuit professionnel, en 1998. Championne de Russie en salle du triple saut, elle remporte le 26 août 2003 son deuxième titre mondial consécutif, à l'occasion des 9e Championnats du monde disputés à Paris, devançant avec 15,18 m Françoise Mbango et Magdelin Martinez. Au meeting de Moscou, elle dispute et remporte l'épreuve du saut en longueur avec 6,82 m, l'une des meilleures marque de la saison. 
En début de saison 2004, la Russe enlève les deux titres des épreuves de saut lors des Championnats du monde en salle de Budapest, s'imposant tout d'abord dans le concours du triple saut avec 15,36 m, nouveau record du monde de la discipline. Le lendemain, elle s'adjuge le titre du saut en longueur avec 6,98 m, devançant de peu sa compatriote Tatiana Kotova et la Suédoise Carolina Klüft. Favorite des Jeux olympiques d'été de 2004, Tatiana Lebedeva ne se classe que troisième du triple saut avec 15,14 m, la victoire revenant à Françoise Mbango. Quatre jours plus tard, le 27 août, elle devient championne olympique du saut en longueur avec la marque de 7,07 m, ne devançant que de deux centimètres seulement ses compatriotes Irina Simagina et Tatiana Kotova. Elle devient ainsi la première athlète féminine médaillée olympique dans les deux épreuves de sauts. Deuxième des finales mondiales de l'IAAF, elle figure au premier rang des bilans mondiaux de l'année 2004, grâce à ses performances de 7,33 m à la longueur (Toula le 31 juillet) et de 15,34 m au triple saut (Héraklion le 4 juillet), ces marques constituant toujours ses records personnels en plein air.

### Golden League 2005
En 2005, Tatiana Lebedeva décide de faire l'impasse sur le saut en longueur afin de se concentrer sur ses deux objectifs de la saison, les Championnats du monde et la Golden League. Elle remporte tour à tour le Meeting Gaz de France de Paris/Saint-Denis (15,11 m), puis le Golden Gala de Rome (15,03 m) avant de s'imposer avec 14,89 m lors des Bislett Games d'Oslo, troisième étape de la série de meetings de l'IAAF. A Helsinki, la Russe participe à ses quatrièmes Championnats du monde consécutifs. En qualification, elle ressent une douleur au tendon d'Achille, blessure contractée neuf jours plus tôt à Oslo, mais parvient à obtenir sa qualification pour la finale avec la 11e performance de toutes les concurrentes. Elle décide néanmoins de ne pas participer à la finale afin ne pas compromettre ses chances de victoire en Golden League. Elle poursuit sa série victorieuse lors du meeting de Zürich (14,94 m), puis lors du Mémorial Van Damme de Bruxelles (14,94 m). Le 4 septembre 2005, Lebedeva remporte la sixième et dernière étape de la Golden League 2005 grâce à sa victoire obtenue sur le fil lors du meeting de Berlin, la Russe ne devançant la Soudanaise Yamilé Aldama que de trois centimètres seulement. Seule athlète à remporter les six meetings du programme, elle n'a pas a partager le « jackpot » de 1 000 000 $ promis aux vainqueurs de l'épreuve. Figurant en têtes des bilans mondiaux 2005, elle dispute en fin de saison la finale mondiale de Monaco, se classant cinquième au saut en longueur, et deuxième au triple saut derrière la Grecque Hrysopiyi Devetzi. 
En début d'année 2006, Lebedeva décroche la médaille d'or du triple saut lors des mondiaux en salle de Moscou, devançant de deux centimètres sa compatriote Anna Pyatykh. Le 9 août, lors des Championnats d'Europe de Göteborg, elle remporte le concours du triple saut avec 15,15 m, s'adjugeant ainsi le premier titre continental de sa carrière. Elle devance de dix centimètres Hrysopiyi Devetzi et de treize centimètres Anna Pyatykh. Auteur une nouvelle fois de la meilleure performance de l'année (15,23 m le 3 juillet à Athènes), elle s'impose lors de la Coupe du monde des nations et réalise le doublé saut en longueur/triple saut durant la Finale mondiale de l'athlétisme à Stuttgart.

### De nouveaux podiums

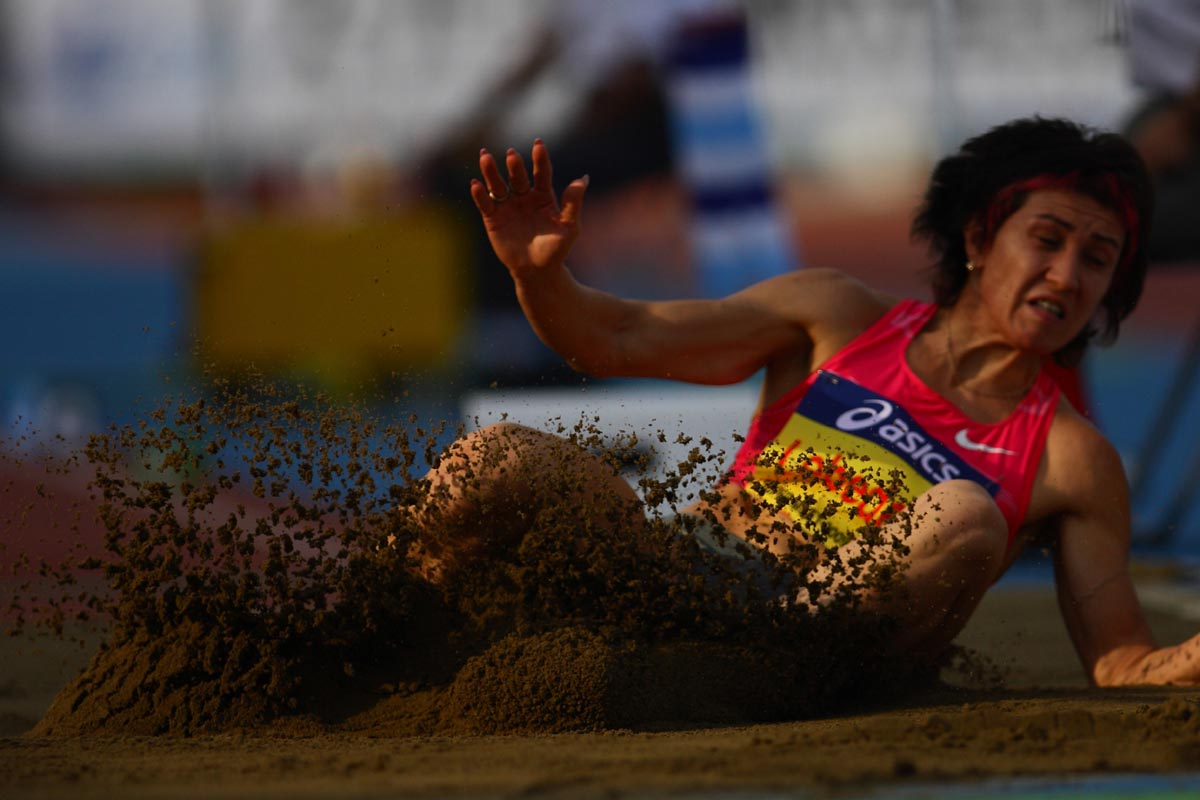
Tatiana Lebedeva en 2009

Le 28 août 2007, la Russe remporte la finale du saut en longueur des Championnats du monde d'Osaka avec un bond à 7,03 m, devant ses deux compatriotes Lyudmila Kolchanova et Tatyana Kotova, signant à cette occasion le troisième titre de sa carrière dans cette compétition. Alignée trois jours plus tard dans le concours du triple saut, elle s'adjuge la médaille d'argent de l'épreuve, terminant à vingt-et-un centimètres de la championne du monde, la Cubaine Yargelis Savigne. Tatiana lebedeva se distingue par ailleurs en fin de saison 2007 en remportant la longueur et en se classant troisième du triple saut lors des finales mondiales de l'IAAF de Stuttgart.
Handicapé par de nouvelles douleurs au tendon d'Achille en début d'année 2008, elle met prématurément un terme à sa saison indoor. De retour à la compétition durant l'été, elle décide de s'aligner sur les deux épreuves des Jeux olympiques de Pékin. Deuxième de la finale du triple saut, derrière Françoise Mbango, elle décroche une seconde médaille d'argent dans cette compétition quelques jours plus tard, au saut en longueur, devancée d'un centimètre par la Brésilienne Maurren Maggi. Elle établit à Pékin ses meilleures performances de l'année (15,03 m au triple saut et 7,32 m en longueur), mais est déchue de ces médailles en 2016 par le CIO pour un test positif au turinabol.
Le 23 août 2009, Tatiana Lebedeva remporte la médaille d'argent du saut en longueur lors des Championnats du monde de Berlin, portant à cinq son total de médailles dans cette compétition. Auteur de 6,97 m, sa meilleure marque de la saison, elle est devancée par l'Américaine Brittney Reese (7,10 m). Quelques jours plus tôt, l'athlète russe s'était classée sixième du concours du triple saut.

### Retraite (2014)
Tatyana Lebedeva met un terme à sa carrière sportive en février 2014, après avoir échoué à se qualifier pour les Championnats du monde de Moscou l'été précédent.

## Palmarès

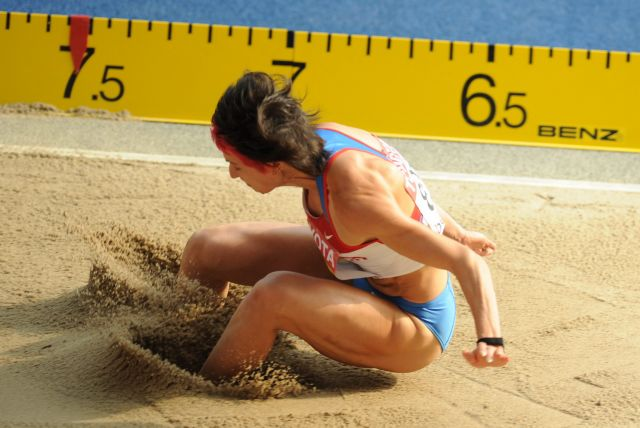
Tatiana Lebedeva lors de la finale du saut en longueur des Championnats du monde 2009 de Berlin.

| Date | Compétition                    | Lieu             | Résultat | Épreuve     | Marque  |
| ---- | ------------------------------ | ---------------- | -------- | ----------- | ------- |
| 1994 | Championnats du monde juniors  | Lisbonne         | 10e      | Longueur    | 6,22 m  |
| 1994 | Championnats du monde juniors  | Lisbonne         | 3e       | Triple saut | 13,62 m |
| 1995 | Championnats d'Europe juniors  | Nyiregyhaza      | 2e       | Triple saut | 13,88 m |
| 1998 | Championnats d'Europe          | Budapest         | 5e       | Triple saut | 14,25 m |
| 1998 | Coupe du monde des nations     | Johannesburg     | 2e       | Triple saut | 14,36 m |
| 1999 | Championnats du monde          | Séville          | 4e       | Triple saut | 14,55 m |
| 1999 | Finale du Grand Prix           | Munich           | 3e       | Triple saut | 14,66 m |
| 2000 | Championnats d'Europe en salle | Gand             | 1re      | Triple saut | 14,68 m |
| 2000 | Coupe d'Europe des nations     | Gateshead        | 1re      | Triple saut | 14,98 m |
| 2000 | Jeux olympiques                | Sydney           | 2e       | Triple saut | 15,00 m |
| 2001 | Championnats du monde en salle | Lisbonne         | 2e       | Triple saut | 14,85 m |
| 2001 | Coupe d'Europe des nations     | Brême            | 1re      | Triple saut | 14,89 m |
| 2001 | Championnats du monde          | Edmonton         | 1re      | Triple saut | 15,25 m |
| 2001 | Finale du Grand Prix           | Melbourne        | 2e       | Triple saut | 14,61 m |
| 2003 | Championnats du monde          | Paris            | 1re      | Triple saut | 15,18 m |
| 2003 | Finale mondiale                | Monaco           | 1re      | Triple saut | 15,13 m |
| 2004 | Championnats du monde en salle | Budapest         | 1re      | Longueur    | 6,98 m  |
| 2004 | Championnats du monde en salle | Budapest         | 1re      | Triple saut | 15,36 m |
| 2004 | Jeux olympiques                | Athènes          | 1re      | Longueur    | 7,07 m  |
| 2004 | Jeux olympiques                | Athènes          | 3e       | Triple saut | 15,14 m |
| 2004 | Finale mondiale                | Monaco           | 2e       | Longueur    | 6,72 m  |
| 2004 | Finale mondiale                | Monaco           | 2e       | Triple saut | 14,96 m |
| 2005 | Golden League                  | Golden League    | 1re      | Triple saut | -       |
| 2005 | Finale mondiale                | Monaco           | 4e       | Longueur    | 6,49 m  |
| 2005 | Finale mondiale                | Monaco           | 2e       | Triple saut | 14,86 m |
| 2006 | Championnats du monde en salle | Moscou           | 1re      | Triple saut | 14,95 m |
| 2006 | Championnats d'Europe          | Göteborg         | 1re      | Triple saut | 15,15 m |
| 2006 | Coupe du monde des nations     | Athènes          | 1re      | Triple saut | 15,13 m |
| 2006 | Finale mondiale                | Stuttgart        | 1re      | Longueur    | 6,92 m  |
| 2006 | Finale mondiale                | Stuttgart        | 1re      | Triple saut | 14,82 m |
| 2007 | Championnats du monde          | Osaka            | 1re      | Longueur    | 7,03 m  |
| 2007 | Championnats du monde          | Osaka            | 2e       | Triple saut | 15,07 m |
| 2007 | Finale mondiale                | Stuttgart        | 1re      | Longueur    | 6,78 m  |
| 2007 | Finale mondiale                | Stuttgart        | 2e       | Triple saut | 14,72 m |
| 2008 | Jeux olympiques                | Pékin            | —        | Longueur    | DSQ     |
| 2008 | Jeux olympiques                | Pékin            | —        | Triple saut | DSQ     |
| 2008 | Finale mondiale                | Stuttgart        | —        | Longueur    | DSQ     |
| 2008 | Finale mondiale                | Stuttgart        | —        | Triple saut | DSQ     |
| 2009 | Championnats du monde          | Berlin           | —        | Longueur    | DQ      |
| 2009 | Championnats du monde          | Berlin           | —        | Triple saut | DQ      |
| 2009 | Finale mondiale                | Thessalonique    | —        | Longueur    | DQ      |
| 2009 | Finale mondiale                | Thessalonique    | —        | Triple saut | DQ      |
| 2012 | Jeux olympiques                | Londres          | 10e      | Triple saut | 14,11 m |
| 2012 | Ligue de diamant               | Ligue de diamant | 7e       | Triple saut | détails |

## Records
- Record du monde en salle du triple saut avec 15,36 m en 2004. Il est battu en 2020 par Yulimar Rojas avec 15,43 m.

| Épreuve          | Performance | Date            | Lieu      |
| ---------------- | ----------- | --------------- | --------- |
| Saut en longueur | 7,33 m      | 31 juillet 2004 | Toula     |
| Triple saut      | 15,34 m     | 4 juillet 2004  | Héraklion |

| Épreuve          | Performance | Date        | Lieu     |
| ---------------- | ----------- | ----------- | -------- |
| Saut en longueur | 6,98 m      | 7 mars 2004 | Budapest |
| Triple saut      | 15,36 m     | 6 mars 2004 | Budapest |